# Горбуново (Волоколамский район)
Горбуново — деревня в Волоколамском районе Московской области России, входит в состав сельского поселения Спасское. Население — 31 чел. (2010).

## География
Деревня Горбуново расположена на западе Московской области, в западной части Волоколамского района, примерно в 8 км к юго-западу от города Волоколамска, с которым связана прямым автобусным сообщением. Ближайшие населённые пункты — деревни Дубосеково, Сафатово и Стремоухово. В деревне Горбуново расположен пруд. Неподалёку от деревни протекает река Щетинка.

## Население
| 1852 | 1859 | 1899 | 1926 | 2002 | 2006 | 2010 |
| ---- | ---- | ---- | ---- | ---- | ---- | ---- |
| 388  | ↘362 | ↗470 | ↘452 | ↘37  | ↘31  | →31  |

## История
Горбуново, сельцо 1-го стана, Шереметева, Графа Дмитрия Николаевича, крестьян 184 души мужского пола, 204 женского, 35 дворов, 114 верст от столицы, 13 от уездного города, близ Можайского тракта.— Нистрем К. Указатель селений и жителей уездов Московской губернии, 1852 г.
В «Списке населённых мест» 1862 года — владельческое сельцо 1-го стана Волоколамского уезда Московской губернии по правую сторону Московского тракта, от границы Зубцовского уезда на город Волоколамск, в 12 верстах от уездного города, при пруде, с 66 дворами и 362 жителями (179 мужчин, 183 женщины).
По данным на 1899 год — деревня 2-го стана Тимошевской волости Волоколамского уезда с 470 душами населения и земским и училищем.
В 1913 году — 88 дворов, земское училище, чайная лавка.
По материалам Всесоюзной переписи населения 1926 года — центр Горбуновского сельсовета Тимошевской волости в 6,4 км от Осташёвского шоссе и 10,66 км от станции Волоколамск Балтийской железной дороги, проживало 452 жителя (212 мужчин, 240 женщин), насчитывалось 86 крестьянских хозяйств, имелась школа.
С 1929 года — населённый пункт в составе Волоколамского района Московского округа Московской области. Постановлением ЦИК и СНК от 23 июля 1930 года округа как административно-территориальные единицы были ликвидированы.
1929—1939, 1957—1963, 1965—1972 гг. — центр Горбуновского сельсовета Волоколамского района.
1939—1957 гг. — центр Горбуновского сельсовета Осташёвского района.
1963—1965 гг. — центр Горбуновского сельсовета Волоколамского укрупнённого сельского района.
1972—1994 гг. — деревня Кармановского сельсовета Волоколамского района.
В 1994 году Московской областной думой было утверждено положение о местном самоуправлении в Московской области, сельские советы как административно-территориальные единицы были преобразованы в сельские округа.
1994—2006 гг. — деревня Кармановского сельского округа Волоколамского района.
С 2006 года — деревня сельского поселения Спасское Волоколамского муниципального района Московской области.